# Desalinizare

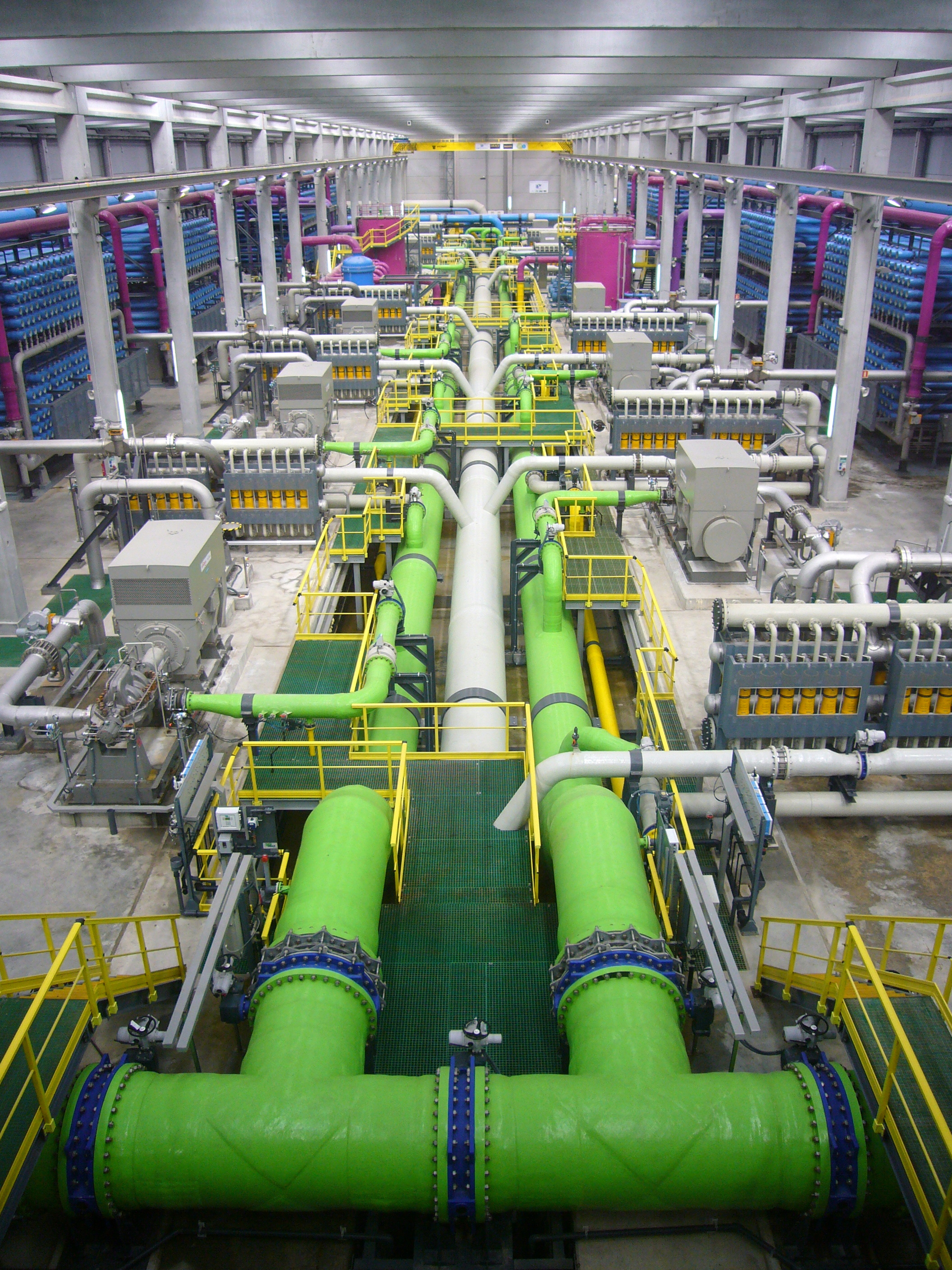
Instalație de desalinizare cu osmoză inversă din Barcelona,Spania

Desalinizarea este un ansamblu de procese de separare a sărurilor din apa cu o salinitate nenulă. Este un proces necesar in zonele unde nu e disponibilă apă dulce. 
Desalinizarea se poate efectua prin distilare, osmoză inversă sau electrodializă inversă.
În anul 2011, metrul cub de apă desalinizată costa 0,53 de dolari.

## Vezi și
- Alimentare cu apă
- Apă de mare
- Distilare
- Saramură
- Sărătură